# Giovanni Paisiello
Giovanni Paisiello (o Paesiello) (Tàrent, 9 de maig de 1740 - Nàpols, 5 de juny de 1816) fou un compositor clàssic italià, membre de l'escola napolitana, principalment en el camp de l'opera buffa.

## Joventut
A la Pulla, al costat de la galanteria dels nobles formiguejava el poble de les barriades pobres, dels suburbis, dels bassi, amb els seus estranys usos i supersticions, amb la rude argot dialectal, les donotes cridaneres i vanitoses, els personatges envanits i grollers, un conjunt de veritables caricatures, hereves mil·lenàries de les velles farses, motius divertits per escenes, cançons i música grata a nobles i plebeus. Aquí s'insereixen les òperes bufes, triomfadores i propagadores de delitosa alegria, de l'escola musical napolitana.
Entorn, tot un paisatge suggestiu: en el golf, la superfície de les ones escumejants del mar, i dalt el gran volcà amenaçant de fum, cendres i lapil·li. Paisiello, fill de Francesco i de Graziantonia, gent modesta, va veure la llum en una masia propera a Roccaforzata, perifèria de Tàrent. Amb pocs dies fou portat a la ciutat per a ser batejat en la parròquia de Sant Cataldo
Va entrar al col·legi dels Jesuïtes i la seva veu va atreure molt aviat l'atenció. El cavaller Carducci, que el va sentir, convenç els seus pares per enviar-lo a perfeccionar el seu art a Nàpols al Conservatori di Sant'Onofrio a Porta Capuana. Després d'haver estudiat amb l'abat Don Presta, va començar estudis amb Durante del qual en va ser alumne durant nou anys, i amb l'organista i contrapuntista Carlo Cotumacci; finalment, anomenat maestrino, passà a les classes de Girolamo Abos, operista. Va compondre sobretot música religiosa durant el seu sojorn al conservatori de San Onofrio.
El 1763, als vint-i-tres anys, acabat de sortir del Conservatori, Paisiello, fatxenda i noi guapo, va trobar sense vacil·lacions el seu propi camp d'acció. La seva activitat durà prop de mig segle, conquistant a la noblesa i al poble d'arreu d'Europa i, segons la seva autobiografia escrita el 1811, pot dividir-se en tres fases o períodes: 1.º període (1763-1766) en ciutat italianes: 2.º període (1777-1783) a Sant Petersburg i Viena: 3.º període (1784-1808) a Nàpols, París, Nàpols.
Amb l'ajuda del príncep de Colubrano en Giuseppe Carafa es donà conèixer en el teatre Marsigli de Bolonya amb Il Ciarlone, llibret de Palomba. Passà al teatre Rangoni de Mòdena, després a Parma i a Venècia. En total, deu òperes i deu triomfs. Els trets característics de la seva música foren el cal denominar la «gran i personalíssima vitalitat instintiva», associada a la capacitat de descriure cada situació escènica mitjan la melodia i els ritmes. Tornat a Nàpols el 1766, no trigà en travar amistat amb el famós crític i escriptor Ferdinando Galiani i amb dos llibretistes: Francesco Cerlone, l'ideòleg, extravagant i paradoxa humorista, i Giovanni Battista Lorenzi, més delicat i elegíac. Li subministraren sis i dotze llibrets respectivament, d'aquests quatre melodrames còmics.
L'any següent es casà amb una suposada vídua, Cecília Pallini, que, després de denúncies, contradenúncies i arrests reeixí unir-se amb ell. El mateix any triomfà amb l'òpera L'Idolo cinese. Llavors afrontà amb valentia la rivalitat amb Piccini, de més edat i ja fiançat, amb La vedova di bel genio. Segueix un èxit burlesc i caricaturesc del baró erudit Saverio Mattei a la tardor de 1775 Il Socrate immaginario que donà la volta Europa, traduït també a l'alemany per Goethe. L'obra va tenir èxit als teatres de barri de Nàpols. Ben introduït a la cort del rei Ferran IV de Borbó, Mattei en va obtenir la prohibició després de la representació al teatre real, per ser difamatori.

## L'obra fecunda de Rússia
El 1776, entre les diverses invitacions de sobirans que li arribaren, Paisiello preferí la de la tsarina Caterina II de Rússia per ser el seu mestre de capella. Amb el consentiment del rei, deixà Nàpols i emprengué el llarg viatge, per arribar a Sant Petersburg el 15 de setembre de 1776. L'acollida fou triomfal. Tingué a la seva disposició dos teatres: l'imperial pels melodrames seriosos i l'Ermitage per les òperes bufes. Com a mestre de capella, podia compondre totes les òperes, cantates i festes teatrals per la servei de la cort i en els concerts de cambra de S'ha Majestat.
Restà encarregat, a més, d'ensenyar el cembal i l'harmonia a la gran duquessa hereva Maria Fedorovna. L'ambient imperial de Rússia atreia a artistes de tota nacionalitat i procedència i, per tant, influïa conseqüentment per obrir horitzons imprevisibles de reforma. La nova obra, composta immediatament amb text de Pietro Metastasio, fou Nitteti (Traetta ja l'havia presentat allà el 1757, Jommelli el 1759). Aplaudiments i regals. reposicions el 1777 i 1778. Seguiren òperes, balls, cantates. El 1779 hi hagué renovació del contracte. El mestre aconseguí un augment de sou fins als 7.000 rubles anuals, a més de valuosos donatius. El 1780 donà principi a la composició de nous obres teatrals amb criteris reformadors. Foren Alcide al bivio en dos actes, sobre un altre text de Metastasio; La serva padrona el 1782 amb el vell llibret de G. A. Federico, posat ja en música per Pergolesi; el 1782 El barber de Sevilla, inspirat en la brillant comèdia de Beaumarchais, adaptada per Petrosellini i, la que és probablement la seva millor obra. El mateix any també va aparèixer l'oratori La Passione di Gesú Cristo. En ell la potència fònica i l'accentuat cromatisme exalten el sentit tràgic. Alguns incidents ocorreguts amb els administradors del teatre mogueren al mestre a retornar al dolç clima napolità, adduint motius de salut. Partí l'abril de 1784.
Al final d'aquest sojorn, tornar a Itàlia passant per Viena. En la capital austríaca fou rebut per l'emperador Josep II, que li encarregà la composició d'una òpera còmica. Fou Il Re Teodoro amb llibret de celebrat literat i abat Giovanni Battista Casti. Junt amb el seu insuperable Septiminio, l'òpera fou representada en molts teatres europeus. Seguint els gustos austríacs Paisiello hi deixarà dotze simfonies.

## Per fi, Nàpols
Arribà finalment a Nàpols. El novembre d'aquell mateix any 1784 aconseguí el càrrec de mestre de capella de Ferran I, i Compositore della Musica d'Drammi per servizio della Real Corte, amb el sou actualitzat de 1200 ducats anuals. En aquesta va tenir diversos alumnes entre ells a Hippolyte André Jean Baptiste Chélard, Antonio Benedetto Maria Puccini, Piero Maroncelli i Silvestro di Palma.

Recomençà la seva activitat, deixant en pla secundari la creació de menys empenta (10 cantates i festes teatrals, 9 òperes còmiques). Concentrà el seu esforç en la elecció i composició d'un nombre major d'òperes serioses: 16. En efecte, els temps canviaren vertiginosament. S'aguditzaren els conflictes socials, evolucionaren els gustos individuals i col·lectius, variaren els estils de l'art, en el teatre i en la música. El sentiment, hi fins i tot l'alegria, es transformava en element substancial i un centre de l'acció escènica. Rousseau havia escrit: 
| « | La musique ne saurait aller au coeur que par la charme de la melodie. | » |

En les seves estades nòrdiques, Paisiello començà aprendre contacte amb aquesta corrent i la seva actitud fou d'obertura vers les noves idees. No per atzar es posà l'Idomeneo de Mozart.
En la elecció de nous texts de música alternà 7 llibrets metastasians amb autors dramàticament progressistes: Raniero di Calzabigi, Gamerra, Pepoli, Antonio Salvi. Les òperes que ací se citen donen fe de la elecció de temes inèdits, de personatges diferents, de recitatius, de concertats inusuals en les òperes serioses: L'Olimpiade, cèlebre text metastasià sentimental, al que ja hi havien posat música Pergolesi, Logroscino, Duni, Traetta, Jommelli, Piccinni (representat al Teatres San Carlo de Nàpols el 20 de gener de 1787); Nina, ossia l pazza per amore: en el gir de les Comédies larmoyantes, de moda llavors en el espectacles del Nord d'Europa, aquest text de Marsollier havia estat enriquit amb àries i arietes pel francès D'Allayrac. Paisiello possà la música al text italià, traduït i adaptat per Carpani, i es representà amb gran èxit a Caserta el 25 de juny de 1786, i després en el teatre dei Fiorentini de Nàpols. Protagonista excepcional fou Celeste Coltellini.
Hi hagué representacions arreu durant anys i serví de model per a dotzenes de noves òperes, des de Camilla de Paër a la La sonnambula de Bellini, Linda di Chamounix de Donizetti, Martha o La traviatta de Verdi, Elfrida, tragèdia per a música en dos actes de Calzabigi (tètric ambient anglosaxó en l'Edat Mitjana, escenes romàntiques i violentes, frases declamatòries, disperses en el flux líric, recitatius a principis orquestrals); fou model per al Il pirat de Bellini, la Lucia de Donizetti i Luisa Miller de Verdi; el 1778, una brillant òpera còmica, La molinara, amb llibret de Palomba. El ritme creatiu continuava sempre viu, divers i sorprenent.

## Napoleó: un admirador incondicional
El 1799, les tropes revolucionaries franceses envaïren Itàlia i, després d'ocupar l'Estat Pontifici junt amb Roma, emprengueren la marxa sobre Nàpols. Els Borbons s'embarcaren amb al cort per a refugiar-se a Sicília. Paisiello fou convidat com la resta del personal a seguir als sobirans, però en l'últim moment no es va moure de casa, pretextant una malaltia. Tal vegada no tingué consciència exacta de la dinàmica dels esdeveniments. La revolució de 1799 no va travar la seva carrera, ja que va ser nomenat músic de la nació. Després de caure el Govern republicà i el retorn dels Borbons a Nàpols, arribà el moment de la restauració, va quedar dos anys sense ocupació fins que el primer cònsol de Napoleó Bonaparte el va cridar per estar al seu servei. Després de la natural vacil·lació del rei Ferran I el permís fou concedit i el músic arribà a París en carrossa el 24 d'abril de 1802. Napoleó Bonaparte, racionalista i romàntic, enamorat de la melodia italiana i en particular de la de Paisiello, el 1797 ja va voler confiar-li la composició d'una marxa heroica per a celebrar la mort en combat del jove mariscal Hoche. Va acollir Paisiello solemnement en la seva arribada a París. Li assignà els honorris de 12.000 francs, a més d'altres 18.000 per despeses de carrossa, menjar, etc. El mestre fou invitata a posar música a una tragédie lyrique en la tradició secular de França. Proserpine, poema de Philippe Quinault, que ja havia inspirat a Jean-Baptiste Lully el 1680. La tragèdia fou reduïda a tres actes per N. Fr. Guillard, alleugerida en els recitatius i en les sentències. Napoleó supervisà la redacció musical en el referent als accents francesos i al cant dels intèrprets massa habituats a l'estil francès. El gust del primer Cònsol postulava melodia i supressió de tots els episodis que eren per a ell <pura ciència mancada de cor, d'expressivitat, de passió>. Proserpine fou representada amb gran èxit el 28 de març de 1803 i Paisiello va rebre bells donatius, però no mancaren intrigues i maledicències. Paisiello va obtenir la autorització per tornar a Nàpols després d'haver designat Lesueur com a successor. A França només hi van estar dos anys i mig perquè la malaltia de la seva esposa no suportava el clima francès.
La parella va arribar a Nàpols on Paisiello va tenir una rebuda triomfant i el rei Ferran IV el va mantenir els càrrecs de la ciutat, de l'arquebisbat i del Tresor de San Genaro, amb els corresponents emoluments. Al poc temps, Paisiello va rebre l'encàrrec d'escriure la música per executar a Notre Dame al matí del 2 de desembre de 1804 per la coronació de Napoleó com a emperador. Però la situació europea canvià novament. Els Borbons es van veure obligats de nou a retirar-se altra volta a Sicília. Paisiello tampoc els va seguir aquesta vegada. Va romandre a Nàpols, i el govern de José Bonaparte, i després de Joachim Murat, el confirmaren en els seus càrrecs. Amb Fedele Fenaroli i Giacomo Tritto entrà en el triunvirat directiu pel R. Collegio di Musica, annex al convent de San Sebastiano; però el 1813, dissolt el triunvirat, veié amb amargor com es confiava la direcció a Nicola Zingarelli.

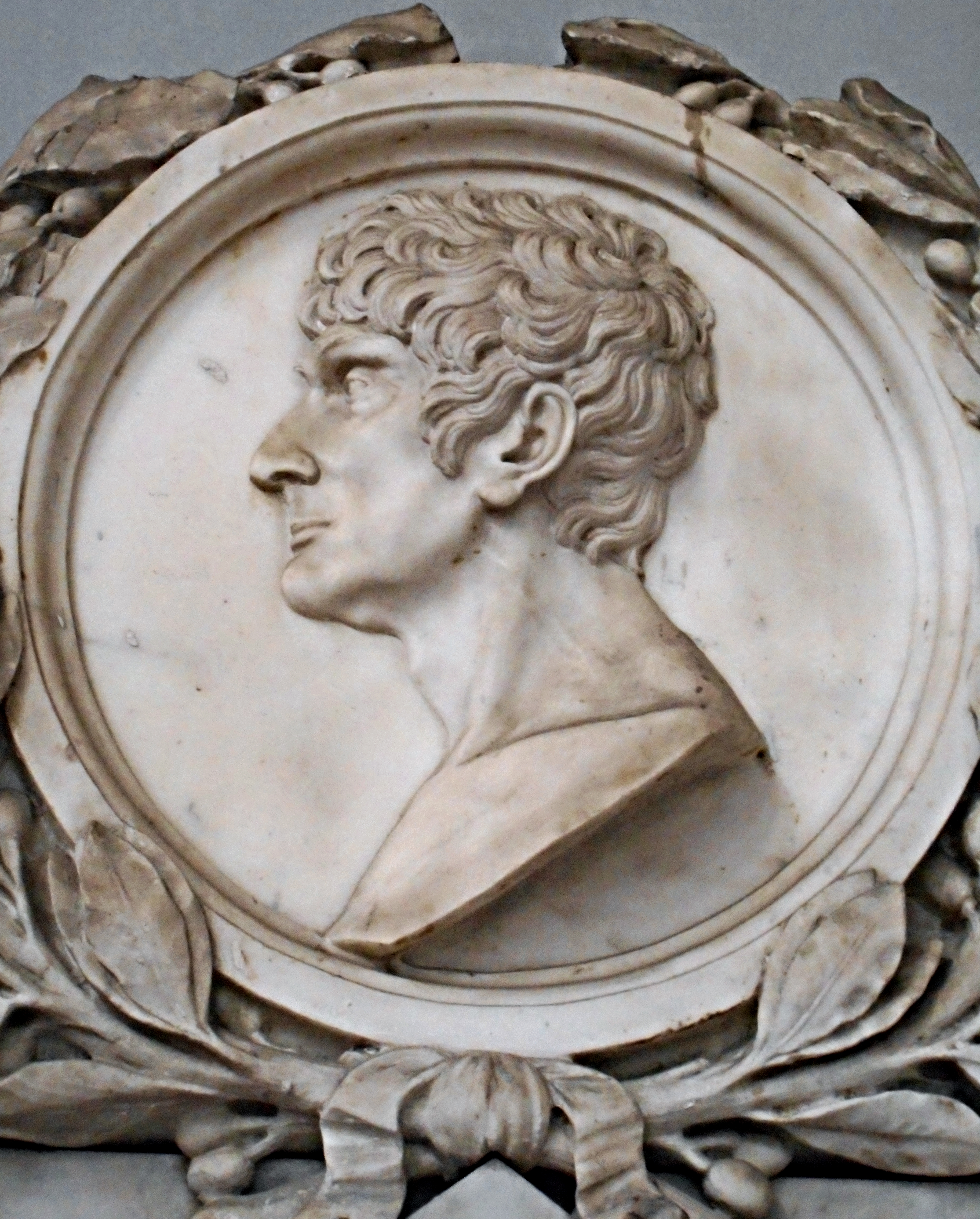
Sepulcre de Paisiello

Pitjor sort encara li esperava el 1815, quan ja exiliat Napoleó, després del Congrés de Viena, els Borbons retornaren a Nàpols. Com era de preveure, el vell mestre fou tret dels seus càrrecs i sous. Nomes conservà la direcció de la Capella Reial. Els antics amics i admiradors li donaren l'esquena. El tractaren d'empleat infidel, perjur i traïdor. Però els esdeveniments s'ensenyaren encara més en ell. La mort de la seva esposa li produí com es natural un gran sofriment. Li contaren que Gioacchino Rossini, de vint-i-quatre anys havia posat nova música en pocs dies al seu celebrat Barber, presentant-lo al públic de Roma com un repte. El món dels seus primers ideals, dels grans aplaudiments i de les glories europees s'havia acabat. La tornada dels Borbons va significar la fi de la carrera de Paisiello que va conèixer llavors un període de carestia. S'imposava un nou món, totalment diferent. Ja no era el seu. El seu fou el de les velles idees, el vell ordre, les inclinacions i els besamans. També Napoleó restava superat. No va sobreviure gaire temps a la seva esposa, Paisiello morí en la seva habitació de Montecalvario. Li rendiren honors fúnebres. Una anys després, les seves restes foren traslladades a Tarento la seva vila nadiua.

## Anàlisi crítica
El repertori musical de Paisiello és imponent i significatiu. A les cent òperes teatrals (repertori superior al d'altres compositors napolitans) s'ha d'afegir les composicions sacres, la música de concert, l'instrumental i la cantant. Entre els judicis elogiosos de tantes il·lustres personalitats de la seva època i de la següent, destaca el de Goethe, que a diferència d'alguns compatriotes seus (els Ochse) reconegué en molts dels seus escrits com <art autèntic i inconfusible> l'humorisme penetrant i viu dels tipus de les òperes bufes napolitanes, entre elles les de Paisiello. Malgrat tot, a mitjan segle XX certs musicòlegs italians desacreditaren Paisiello com a home <escassament erudit>. Però Paisiello fou un gran artista i amb el seu enginy, amb les seves melodies, no amb la cultura, seduí plebeus, prínceps i científics, i encara avui dia, en un clima tan llunyà i diferent, mereix ser escoltat i aplaudit.